# Explosión de Saint Helier de 2022
El 10 de diciembre de 2022, una explosión destruyó un bloque de viviendas en Saint Helier, Jersey, en las Islas del Canal. Nueve personas murieron en la supuesta explosión de gas, que ocurrió justo antes de las 4 a. m. GMT. El incidente ocurrió menos de 48 horas después de otra fatalidad múltiple en Jersey cuando un buque de carga chocó y hundió un arrastrero local frente a la costa oeste de la isla con la pérdida de tres vidas.

## Explosión
Justo antes de las 4 a. m. GMT del 10 de diciembre de 2022, ocurrió una supuesta explosión de gas en el bloque de apartamentos de tres pisos Haut de Mont en Pier Road en St Helier, Jersey. La explosión, que fue captada por una cámara de circuito cerrado de televisión, hizo que el edificio colapsara, destruyéndolo por completo. Fue lo suficientemente fuerte como para ser escuchado en toda la isla, despertando a los residentes locales de St. Helier, quienes lo describieron como si se sintiera como un terremoto. La explosión provocó un incendio que envió una columna de humo a través del puerto de la ciudad. El fuego causado por la explosión fue extinguido rápidamente por el Servicio de Bomberos y Rescate de Jersey, y se desplegaron recursos especializados para estabilizar la escena e intentar llegar a los posibles sobrevivientes entre los escombros.
Más de 50 miembros del personal de los servicios de emergencia se desplegaron en el lugar de la explosión. El área circundante en Mount Bingham, incluyendo Pier Road y South Hill, fue acordonada. Los escombros de la explosión, incluidas rocas y vidrio, fueron arrojados sobre carreteras y aceras en un área amplia. Los edificios en las calles circundantes sufrieron roturas de ventanas y los edificios en el distrito comercial del puerto adyacente sufrieron daños. El departamento de emergencias del Hospital General de Jersey declaró un incidente importante y se cerró a los recién llegados después de la explosión, y las salas de rutina del hospital se cerraron temporalmente a los visitantes. Un equipo especializado de respuesta en áreas peligrosas y un equipo de búsqueda y rescate urbano del Servicio de Bomberos y Rescate de Hampshire y la Isla de Wight volaron a la isla para ayudar en la búsqueda y el rescate. El equipo y el personal fueron trasladados a la isla por helicópteros de la Guardia Costera del Reino Unido y la Royal Air Force. Los equipos, incluido un perro rastreador, trabajaron durante la noche tratando de localizar a los sobrevivientes.

## Víctimas
Después de 24 horas, las bajas conocidas fueron tres muertos y dos heridos. Más tarde se confirmó que otra persona resultó herida, lo que elevó el total a tres. El número de muertos confirmados aumentó a cinco a última hora del 11 de diciembre, con otros cuatro aún desaparecidos. El 11 de diciembre, la policía de Jersey cesó los esfuerzos de búsqueda y rescate, y se presume que los desaparecidos restantes están muertos. El 12 de diciembre, la policía de Jersey nombró a siete personas desaparecidas, presuntas víctimas del incidente. Todavía se creía que dos personas estaban desaparecidas.
El 13 de diciembre se dieron a conocer los nombres de otras dos personas desaparecidas. El 14 de diciembre, el número de muertes confirmadas aumentó a ocho, con una persona desaparecida. El 15 de diciembre, la última víctima desaparecida fue encontrada muerta. Todas las víctimas tenían entre sesenta y setenta años.

## Consecuencias
Hasta 40 personas fueron evacuadas del área y refugiadas en el Ayuntamiento de St Helier luego de la explosión. Dos personas sufrieron heridas leves y fueron descritas como "heridas ambulantes", recibiendo tratamiento en el Ayuntamiento antes de ser finalmente hospitalizadas y dadas de alta ese mismo día. Un bloque de viviendas adyacente corría el riesgo de derrumbarse debido a daños por explosión y los contratistas locales tuvieron que protegerlo.. Fort Regent, el sitio del centro de vacunación COVID-19 de Jersey, fue cerrado luego de la explosión debido a su proximidad.
El gobierno de Jersey reutilizó la línea de ayuda COVID-19 de la isla como una línea de apoyo para brindar información sobre la explosión después. 42 residentes del área han sido desplazados, y la mayoría ha encontrado viviendas alternativas. Es posible que no puedan regresar a sus hogares antes de Navidad.